# 激流 (1994年の映画)
『激流』（げきりゅう、英: The River Wild）は、1994年のアメリカ映画。

## ストーリー
数日間の日程で川下りにやってきた、川下り経験豊富なゲイルと夫のトム、息子のローク、愛犬のマギーの一行。道中でガイドのフランクに逃げられて立ち往生しているというウェイドとテリーの2人に乞われ、2艘で行動することになる。
初めは仲良くやっているかに思えた2グループであったが、ゲイルとトムは次第に2人の言動に異常性を感じるようになる。実はウェイドとテリーは逃亡中の強盗犯で、フランクも彼らによって殺されていたのだ。ゲイルとトムは途中で2人を置き去りにして一家で逃げようとするが、ウェイドに見つかり失敗に終わる。ウェイドは銃で一家を脅し、ボートを1艘にしてゲイルに漕がせ、逃亡用の車が用意してあるガントレットの先まで行くことを要求する。ガントレットとは3本の川の合流点のことであり、水量が多く大きな滝壺があり、通行が禁止されている最高クラスの難所なのである。
ボート1艇となった直後、森林監視員であるジョニーがグループに気付き、連絡と異なり3人での川下りの予定が、5人になっているなどの些細な違いをウェイドやゲイルに確認するが、銃で脅された状況では真実を伝えられない。苦肉の策で、ゲイルが足で砂に「SOS」と描くが、ジョニーも会話に集中しており家族の異変には気付くことはなく、ウェイドもわざとジョニーを「インディアン」などと挑発し、早々に別れるようにしむける。直後、テリーが砂地のSOSの文字に気付くと、足を一歩踏み出すことで文字を消してしまい、企みを阻止されてしまう。
川下りの道中、夜になり疲れと緊張からウェイドとテリーは交互に仮眠を取り、焚き火を囲んでいた。隙を見てトムが所持していたアーミーナイフで縛られていた縄を切り、山側へと逃亡を図る。異変に気づいたウェイドに執拗に捜索されるが、松明も無いことから見つけることが出来ない。トムが逃亡に成功したと思われたくないウェイドは一芝居打ち、適当な山肌に射撃を行い、トムを射殺した様に装い、夜が明けた。トムは明け方まで隠れ、ウェイドのみがトムの行方を追いつつも、出来るだけ川下りも急がなければならい状況となり、敢えてトムを見逃すことにし、4名となったボートが出発する。
ボートが出発後、近くにいたトムは山肌で足を滑らせてしまい、川へ飛び込んでしまうとその音からウェイドたちに見つかってしまう状況となった。川下りは再開されたが、ウェイドだけは周囲を警戒し、ゆっくりとそして静かに進んでいった。間一髪、蛇行した上流と下流で視界は遮られ、トムが川に落ちる音だけは谷間に響いたが、その後に大きな音が無いことから岩か何かが滑落したと看過され、トムはようやく安堵することが出来た。
トムは迷子になってしまった愛犬のマギーと再会し、山の頂上付近から枯れ草に火を付け狼煙を上げることで、自身が無事であることをゲイルとロークのみに伝えことが出来、激流を下る間際だったからかウェイドとテリーには気付かれずに済んだ。
その後、ガントレットが近付いていることから、トムは山側から先回りし、改めてその激流の激しさと困難さを再認識した。何とか妻子を救うために川の周辺を探索し、武器か使える道具は無いかと考えていたところ、朽ちた給水塔と錆びたクレーンを発見する。
一方、ガントレット直前に4名となったボートに再び森林監視員であるジョニーがボートで現れ、ガントレットに挑戦するのを辞めること、そしてヘリによる輸送を指示し、指示に従うように告げる。どうしても川を下りたいウェイドは話しても無駄と考え、銃によりジョニーを射殺し、その死体を川に流し「奴も言ってたろ、本当なら自分もガントレットに挑戦したいって」と悪びれる。
ガントレットを乗り越えた直後、先回りしていたトムは絵文字で特定の箇所での停止を指示し、油断したウェイドとテリーだけをボートから落とすことに成功し、その勢いから川の中に拳銃が落ちたことで、ゲイルが拳銃を拾う。
テリーは肩を負傷し、発見したトムをナイフで脅すのが精一杯であり、ほぼ丸腰のウェイドと拳銃を持ったゲイルとが対峙し、ウェイドは命乞いをするが、ゲイルは空に最後の弾丸である1発を撃つが、トリガーが空撃ちしただけであった。拍子抜けしたウェイドは命乞いしたことを軽く後悔しつつも、再び攻勢に転じようとした際、ゲイルがわざと空撃ちをし、ウェイドの本音を確かめたかったこと、ウェイドが認識していた通り弾丸が1発残ってることを告げつつ、ウェイドの心臓付近を撃ち射殺し、ウェイドの死体が川を下っていった。
すべてが終わり、当局に保護されたハートマン一家。捜査官がロークに事件の概要を確認し、両親の活躍を聞いたところ、ゲイルはガントレットを乗り越えた偉大な母親であり、トムも常に家族のことを考えてくれている優しい父親であったことを語り、物語は終わる。

## 登場人物
ゲイル・ハートマン
主人公。夫婦離婚の危機にある。冷め切った夫婦愛と家庭をなんとかしようと、息子の誕生日祝いを兼ねた休暇を計画する。しかし完全に冷め切った家庭に実は疲れ切っていた。凄腕のカヌー乗り。過去にガントレット（大試練）と呼ばれる難所に挑んで仲間を負傷させた辛い経験がトラウマになっている。2児の母である。子供には優しいが芯の強い大人の女性。待ち受ける試練がもとで芯の強さを見せつける。父親と対立するが、やがて夫が自分に冷めていたように見えたのは、自分を愛するがあまりのことからきていたと悟り、和解する。
トム・ハートマン
いわゆる典型的なサラリーマン。厳格な人物のように見えるが、実は家庭的で家族思い。性格はどちらかというとおだやかで根は優しいが仕事のことになると周囲が見えなくなるタイプ。仕事が忙しく、家族サービスをできていないのが玉に瑕。家族から疎まれており、飼い犬（雌犬のマギー）からも無下にされている。物語の中盤で犬はトムに心を開き、懐くようになる。
ローク・ハートマン
小学生くらいの長男。性格はしっかりしている。家庭を顧みない父に反感を抱いている。ロークに近づいたウェイドに騙される。妹がいる。
ウィラ・ハートマン
ロークの妹。妹は祖父母のところにとどまり、川下りには同行はしなかった。
マギー（犬）
雌のおとなしめの犬。ゲイルにはよくいうとを聞くが、なぜかトムには心を開こうとはしない。しかし、物語の中盤あたりでトムの言うことも聞くようになり、心を開くようになる。
ウェイド
売上金を奪い逃走していた若い青年。ゲイルたちを利用しようと近づいて川を降ろうとする。川を下ることを条件に、ロークたちを人質にとった。
優しい人物に見えたが、その凶悪な真の性格をあらわにする。トムに川に溺れたとき殴られた。銃を所持しており、ロークに見せたりよからぬことでロークの心を惹く。ゲイルとトムは、ロークの誕生日のときにロークに大金の金をあっさり渡すところなどを不快に感じるようになり、信用はしなくなった。銃を持っているときは凶悪そのものだったが、銃をゲイルに取られた瞬間、弱気な態度に一変する。ゲイルを尾行したりとストーカーじみた行動がやがて狂気の本性へと変貌していく。
テリー
ウェイドの悪友。腕には刺青をしている。
森林監視員 ジョニー
かつてゲイルたちが下ろうとしている川を取り締まっていた森林監視員。危険なガントレットの川下りを禁止している。ゲイルたちにガントレットの川下りを見逃して欲しいと言われるが、拒否したためにウェイドによって命を奪われる。
フランク
トムの知人。ガイドを務めている。
ゲイルの母
家庭が冷め切っていることに疲れきったゲイルを心配している。悩みを打ち明けるゲイルに優しくする一方で、「お前の悩みなんて……そうやって離婚に逃げ込むのかい？」と厳しい言葉で咎めた。
ゲイルの父
言葉を話すことができず、手話をする。
警官
バイオリニスト

## キャスト
| 役名                | 俳優                     | 日本語吹替 | 日本語吹替                     |
| 役名                | 俳優                     | ソフト版   | テレビ朝日版                   |
| ------------------- | ------------------------ | ---------- | ------------------------------ |
| ゲイル・ハートマン  | メリル・ストリープ       | 池田昌子   | 塩田朋子                       |
| ウェイド            | ケヴィン・ベーコン       | 安原義人   | 堀内賢雄                       |
| トム・ハートマン    | デヴィッド・ストラザーン | 納谷六朗   | 牛山茂                         |
| ローク・ハートマン  | ジョゼフ・マゼロ         | 小林優子   | 近藤玲子                       |
| テリー              | ジョン・C・ライリー      | 西村知道   | 辻つとむ                       |
| ウィラ・ハートマン  | ステファニー・ソーヤー   | 遠藤勝代   | 大谷育江                       |
| 森林監視員 ジョニー | ベンジャミン・ブラット   | 古田信幸   | 佐久田修                       |
| フランク            | ウィリアム・ラッキング   | 宝亀克寿   | 福田信昭                       |
| ゲイルの母          | エリザベス・ホフマン     | 片岡富枝   | 巴菁子                         |
| ゲイルの父          | ヴィクター・ギャロウェイ |            |                                |
| レンジャー          | ダイアン・デラーノ       |            |                                |
| レンジャー          | トーマス・F・ダフィ      | 辻親八     |                                |
| 警官                | グレン・モーシャワー     | 辻親八     |                                |
| バイオリニスト      | ポール・カンテロン       |            |                                |
| その他              | N/A                      | 西宏子     | 火野カチコ 喜多川拓郎          |
|                     |                          |            |                                |
| 演出                | 演出                     | 伊達康将   | 松川陸                         |
| 翻訳                | 翻訳                     | 井場洋子   | 武満眞樹                       |
| 調整                | 調整                     |            | 長井利親                       |
| 効果                | 効果                     |            | 南部満治                       |
| プロデューサー      | プロデューサー           |            | 松田佐栄子                     |
| 解説                | 解説                     |            | 淀川長治                       |
| 制作                | 制作                     | 東北新社   | ニュージャパン フィルム        |
| 初回放送            | 初回放送                 |            | 1998年3月15日 『日曜洋画劇場』 |

## 製作

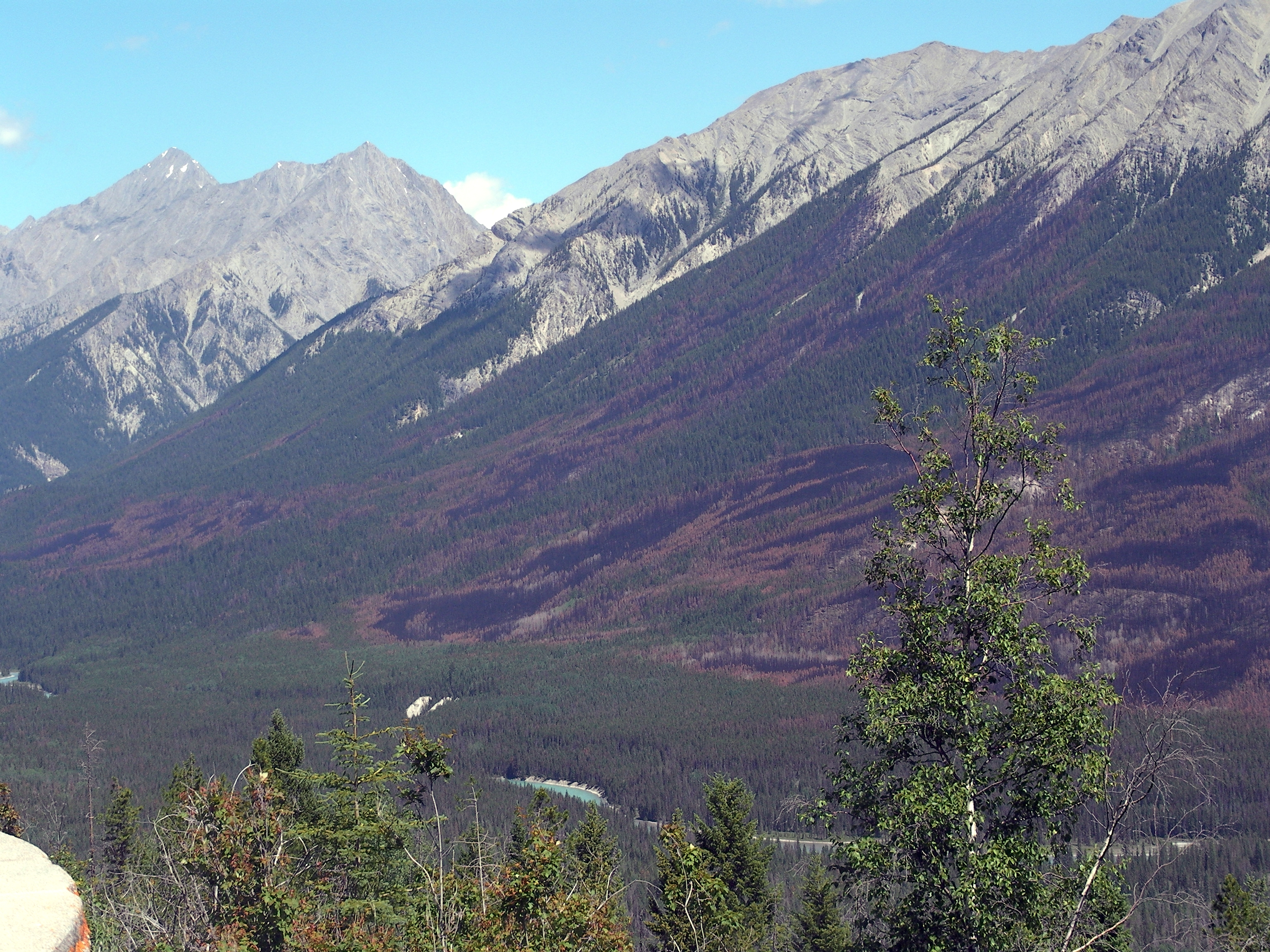
ロケ地となったクートネー川

急流下りの場面の多くは、モンタナ州クートネー川で撮影されたが、一部の場面は同州フラットヘッド川の分岐点や、コロラド川のルビー色渓谷やオレゴン州南西部のローグ川などで撮影された。
メリル・ストリープのアクションシーンは本人によるものである。

## 評価
レビュー・アグリゲーターのRotten Tomatoesでは35件のレビューで支持率は57%、平均点は5.90/10となった。Metacriticでは32件のレビューを基に加重平均値が63/100となった。

## 受賞・ノミネート
第52回ゴールデングローブ賞
- ノミネート：主演女優賞 (ドラマ部門) - メリル・ストリープ
- ノミネート：助演男優賞 - ケヴィン・ベーコン